# 긴메이지역
긴메이지역(일본어: 欽明路駅)은 일본 야마구치현 이와쿠니시에 위치한 서일본 여객철도 간토쿠 선의 철도역이다. 단선 승강장 1면 1선의 구조를 갖춘 지상역이다.

## 이용 현황
| 연도     | 하루 평균 | 연도     | 하루 평균 |
| 1999년도 | 76        | 2007년도 | 77        |
| 2000년도 | 63        | 2008년도 | 71        |
| 2001년도 | 61        | 2009년도 | 64        |
| 2002년도 | 87        | 2010년도 | 66        |
| 2003년도 | 81        | 2011년도 | 59        |
| 2004년도 | 82        | 2012년도 | 62        |
| 2005년도 | 77        | 2013년도 | 57        |
| 2006년도 | 77        |          |           |
| -------- | --------- | -------- | --------- |

## 역 주변
- 산요 자동차도 구가 휴게소

## 역사
- 1990년 9월 27일 : 간토쿠 선의 하시라노 역 - 구가 역 간에 신설 개업. 간토쿠 선의 역에서는 가장 늦게 개업했다.

## 인접 역
| 서일본 여객철도 간토쿠 선 | 서일본 여객철도 간토쿠 선 | 서일본 여객철도 간토쿠 선 |
| ------------------------- | ------------------------- | ------------------------- |
| 하시라노 이와쿠니 방면    | ■ 간토쿠 선               | 구가 구시가하마 방면      |